# عين فتاح
عين فتاح إحدى بلديات ولاية تلمسان الجزائرية تابعة لدائرة فلاوسن.